# Shangdi

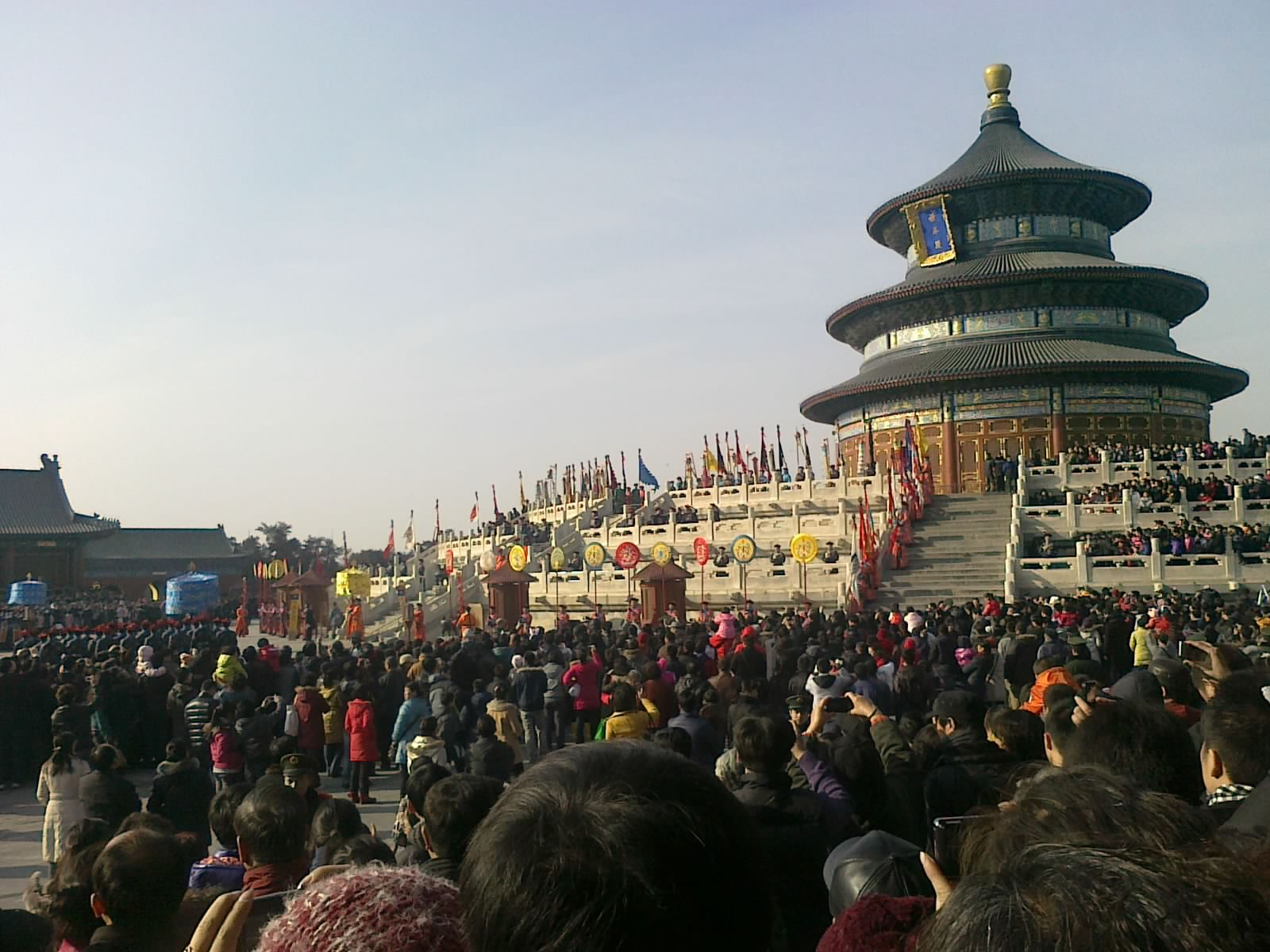
Offer voor Shangdi in de Tempel van de Hemel in Peking.

Shangdi (上帝), ook gewoon geschreven als "Keizer" (帝), is een Chinees woord voor God.
In de Chinese religie wordt meestal Tian gebruikt om naar God te verwijzen. Sommige groepen, waaronder enkele confucianistische filosofen en protestantse christenen gebruiken echter Shangdi.

## Etymologie

Orakel beendertekens voor 帝 Dì. Ze kunnen de Poolster voorstellen

"Shang Di" is de pinyin-romanisering van twee Chinese karakters. De eerste, 上 Shang, betekent "hoogste" en "eerste"; de tweede, 帝 Dì verwijst naar de Hoge God van Shang, en betekent dus "godheid". De naam Shangdi moet dus vertaald worden als "Hoogste Godheid", maar heeft ook de impliciete betekenis van "Oorspronkelijke Godheid" of "Eerste Godheid" in het Klassiek Chinees. In de oude boeken wordt de Shangdi beschreven met menselijke trekken. Hij wordt ook geassocieerd met de Poolster.